# سيد سميث (لاعب اللاكروس)
سيد سميث (بالإنجليزية: Sid Smith)‏ هو لاعب اللاكروس أمريكي، ولد في 24 يوليو 1986 في Six Nations of the Grand River ‏ في كندا.